# آرئویک
آرئویک (به ارمنی: Արևիկ) یک روستا در ارمنستان است که در استان شیراک واقع شده‌است. آرئویک در  کیلومتری شمال گیومری، مرکز استان شیراک واقع شده است.

## خصوصیات
آرئویک ۱٬۷۸۱ نفر جمعیت دارد و در ارتفاع  متر بالاتر از سطح دریا قرار گرفته است.

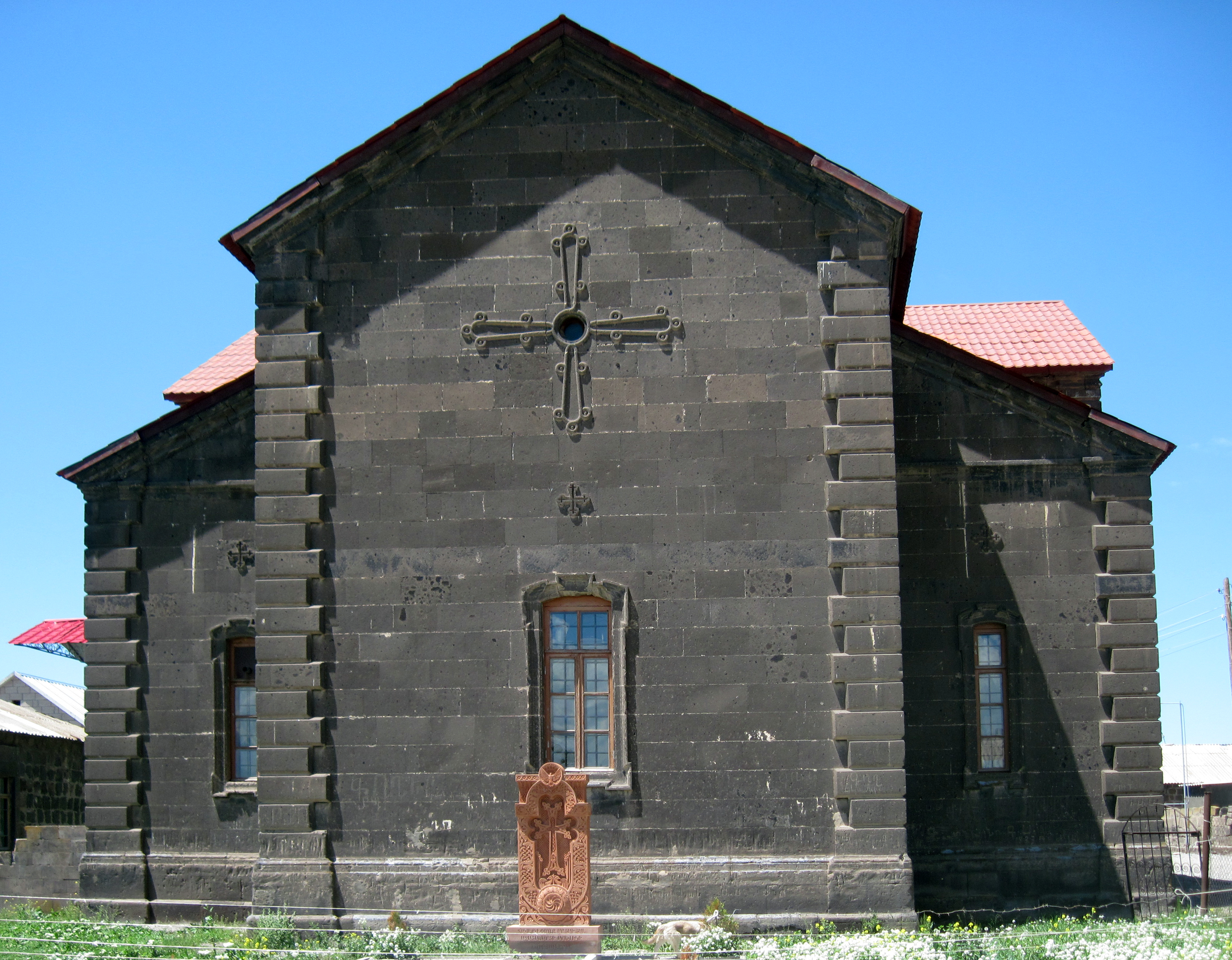
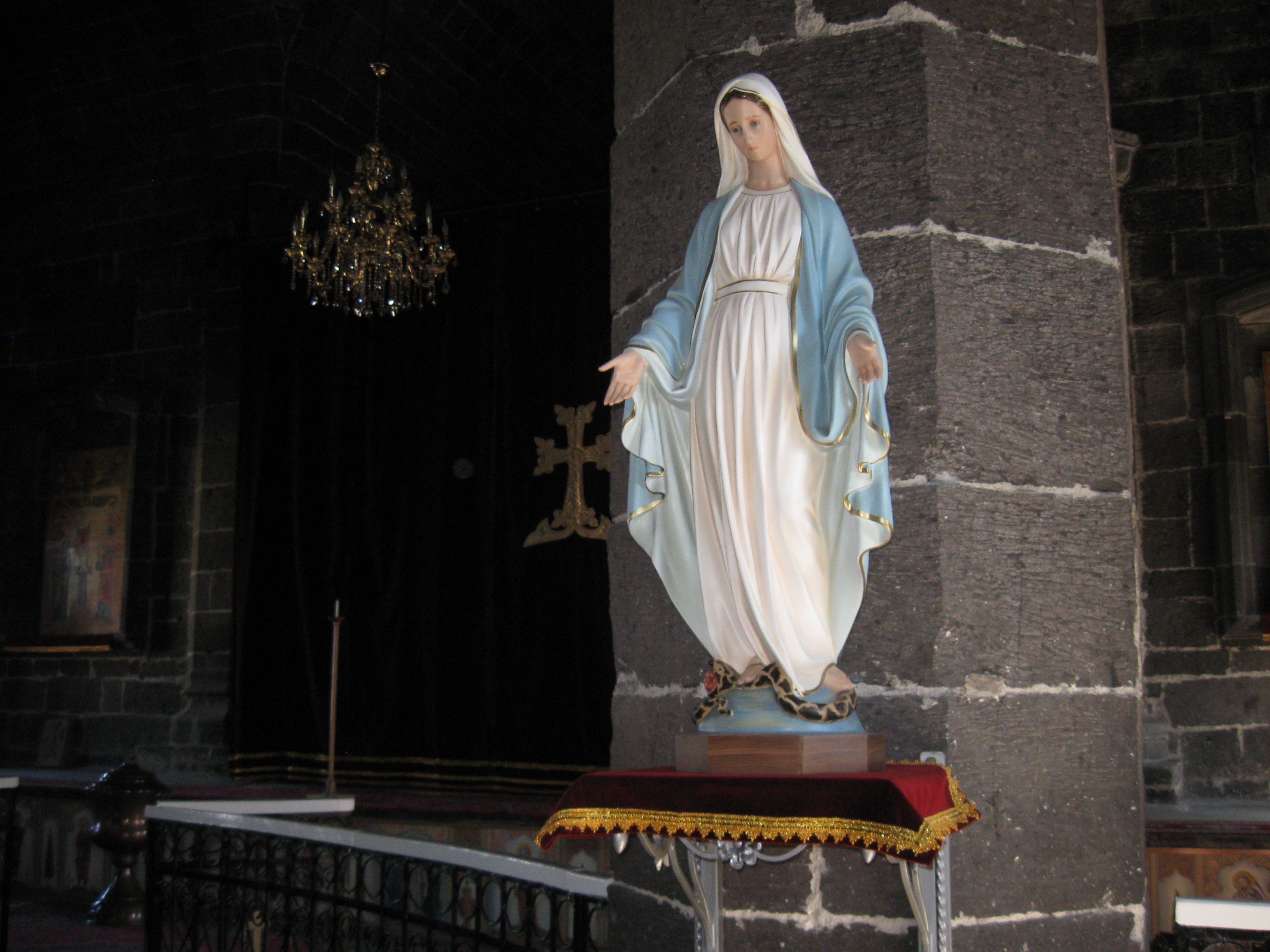